# بانک کشاورزی چین
بانک کشاورزی چین (به چینی: 中国农业银行股份有限公司) شرکت خدمات مالی و بانکداری چینی است، که یکی از ۴ بانک بزرگ در کشور چین می‌باشد. این بانک در سال ۱۹۵۱ تأسیس شد و دفتر مرکزی آن در شهر پکن قرار دارد.
بانک کشاورزی چین دارای شعبه‌های زیادی در سراسر کشور چین است، همچنین شعبه‌های فعال این بانک در خارج از چین در هنگ کنگ، لندن، توکیو، نیویورک، فرانکفورت، سیدنی، سئول و سنگاپور قرار دارند.
بانک کشاورزی چین در حدود ۳۲۰ میلیون مشتری حقیقی و ۲٫۷ میلیون مشتری حقوقی در غالب شرکت‌های بزرگ و کوچک دارد، همچنین نزدیک به ۲۴٬۰۰۰ شعبه اصلی و فرعی را دارا می‌باشد.
بانک کشاورزی چین در اواسط سال ۲۰۱۰ به صورت شرکت عمومی درآمد و در ارائه عمومی اولیه، با بالاترین قیمت فروش اولیه سهام واگذار شد. در سال ۲۰۱۱، در فهرست بزرگ‌ترین بانک‌های جهان، رتبه هشتم را به خود اختصاص داد. در همین سال در فهرست فوربز جهانی ۲۰۰۰ در رتبه ۲۵ از بزرگ‌ترین شرکت‌های عمومی جهان قرار گرفت.